# GFRP
GFRP (Glass Fiber Reinforced Polymer) – kompozyt zbrojony włóknami szklanymi i polimerową osnową
GFRP to kompozyty, w których w charakterze fazy wzmacniającej wykorzystywane są włókna szklane– stanowią one element nośny, natomiast osnowa polimerowa służy jako spoiwo łączące włókna. Osnowa zapewnia rozdział obciążenia zewnętrznego pomiędzy włókna, a także chroni je przed czynnikami zewnętrznymi. W niewielkim natomiast stopniu uczestniczy w przenoszeniu obciążeń zewnętrznych.

## Właściwości
Kompozyty włókniste są najbardziej efektywnymi spośród materiałów kompozytowych, w tym sensie, że wykazują najlepsze własności mechaniczne i wytrzymałościowe przy najmniejszym ciężarze właściwym.
Kompozyt ten łączy w sobie materiały o znacznie różniącej się sztywności i wytrzymałości – z jednej strony sztywne, sprężyste i kruche włókna, z drugiej podatną matrycę.
Włókna szklane wygrywają w rankingu ekonomicznym z innymi rodzajami włókien, takimi jak węglowe, czy aramidowe gdyż są tańsze.
Istnieją dwa podstawowe typy włókien szklanych – E i S. Pierwszy z nich ma gorsze własności mechaniczne (sprężyste, wytrzymałościowe, zmęczeniowe, udarnościowe, termiczne, reologiczne), ale znacznie niższą cenę niż typ S, stworzony z przeznaczeniem dla zastosowań militarnych. W chwili obecnej nadal znacznie częściej stosuje się włókna typu E.
W celu uzyskania kompozytu, włókna te są „zatapiane” w żywicy termoutwardzalnej (poliestrowej, epoksydowej, winyloestrowej) bądź termoplastycznej (PEEK, PPS, PSUL).

### Zalety[2]
- Wysoka wytrzymałość na rozciąganie
- Odporność na zjawisko korozji
- Obojętność elektromagnetyczna
- Niskie przewodnictwo cieplne i elektryczne
- Wysoka wytrzymałość zmęczeniowa
- Mała gęstość
- Łatwość cięcia

### Wady[2]
- Brak rezerwy plastycznej (materiał sprężysty w całym zakresie wytrzymałości)
- Niski moduł sprężystości
- Mała odporność na działanie promieniowania UV
- Wysoki współczynnik rozszerzalności cieplnej w kierunku poprzecznym do włókien
- Niska odporność ogniowa

## Zastosowanie
Kompozyty GFRP znajdują szerokie zastosowanie w:
- przemysł lotniczy (kadłuby)
- przemysł szkutniczy
- elektronice (obwody drukowane)
- przemysł budowlany:
  - pręty zbrojeniowe GFRP
  - prefabrykaty z laminatu
  - maty i taśmy wzmacniające
  - elementy elewacyjne